# Duwajrika
Duwajrika (arab. دويركه) – wieś w Syrii, w muhafazie Latakia. W 2004 roku liczyła 907 mieszkańców.